# Rasac
Le Rasac,, (qui signifie « crapaud » en langue quechua) est un sommet de la cordillère Huayhuash. Il est situé à la limite des régions d'Ancash et de Lima au centre-ouest du Pérou.
Le Rasac s'élève à une altitude de 6 017 m,, bien que certaines sources avancent une altitude de 6 040 m.